# Робин из Шервуда
«Робин из Шервуда» (англ. Robin of Sherwood) — английский сериал 1980-х годов. Сериал состоит из трёх сезонов, всего 26 серий. В первых двух сезонах главную роль исполнил Майкл Прейд, в третьем сезоне его заменил Джейсон Коннери.

Как минимум с июня 2010 года сериал возглавляет неофициальный рейтинг кино- и телепостановок о Робине Гуде в IMDB с результатом 8.5/10.

## Сюжет
Юный Робин Локсли был избран духом Шервудского леса — языческим кельтским полубожеством Херном-Охотником, чтобы хранить мир и защищать справедливость на берегах Туманного Альбиона. Робину и его верным соратникам предстоит сразиться не только с алчной знатью, но и с могущественными колдунами, кровожадными наёмниками и беспощадными крестоносцами. Истинная отвага и подлые предательства, чёрная магия и древние пророчества, смерть и всепобеждающая любовь — всему есть место в этой саге.

## Персонажи
- Робин из Локсли, он же Робин Гуд
- Джон Литлл, он же Малыш (Малютка, Маленький) Джон, бывший слуга де Беллема
- Уилл Скэтлок, он же Уилл Скарлет, бывший солдат
- Мач, сын мельника
- Брат Тук, монах, бывший капеллан Робера (Роберта) де Рено
- Назир, араб-сарацин, бывший слуга де Беллема
- Марион из Лифорда, леди
- Херн-Охотник — дух Шервуда, наставник Робина
- Роберт Хантингтон — новый избранник Херна, он же Робин Гуд
- Робер (Роберт) де Рено, лорд, шериф Ноттингемский
- Сэр Гай Гисборн, помощник шерифа
- Хьюго (Хуго) де Рено, Ноттингемский аббат, брат шерифа
- Симон де Беллем, барон, колдун, чернокнижник и дьяволопоклонник.
- Алан из Долины, менестрель
- Ричард I Львиное Сердце, король Англии
- Принц Джон, брат Ричарда Львиное Сердце (впоследствии король Англии)
- Оуэн из Клана (Клуна), лорд
- Галнар  — злой языческий жрец, колдун, помощник лорда Оуэна
- Грендель  — человек из свиты лорда Оуэна

## В ролях
- Майкл Прейд — Робин Гуд
- Джуди Тротт — леди Мэрион
- Джейсон Коннери — Роберт Хантингтон
- Рэй Уинстон — Уилл Скарлет
- Марк Райан — Назир
- Николас Грейс — Роберт де Рено, шериф Ноттингемский
- Роберт Эдди — сэр Гай Гисборн
- Джон Рис-Дэвис — король Ричард I
- Фил Дэвис — Принц Джон
- Джон Абинери — Охотник Херн
- Джереми Буллок — Эдвард из Уикхэма, старейшина деревни Уикхэм

## Показы в СССР/России
В СССР было два показа. Летом 1985 года состоялась премьера трёх первых серий первого сезона: «Робин Гуд и колдун», часть 1, «Робин Гуд и колдун», часть 2 и «Ведьма из Элсдона». Летом 1987 года состоялся второй показ. Повторили уже показанные серии и показали новые четыре: первый сезон — «Алан из долины» (под названием «Влюблённый менестрель») и «Королевский шут», второй сезон — «Повелитель деревьев» и «Злейший враг». Полностью сериал был показан на русском языке только в 1998 году на телеканале ТВ-6, в том числе и третий сезон.

## Список серий
| Название серии                                | Оригинальное название               | Дата премьеры в Великобритании | Дата премьеры в СССР/России  |
| Первый сезон (съёмки — 1983)                  | Первый сезон (съёмки — 1983)        | Первый сезон (съёмки — 1983)   | Первый сезон (съёмки — 1983) |
| --------------------------------------------- | ----------------------------------- | ------------------------------ | ---------------------------- |
| Робин Гуд и колдун, часть 1                   | Robin Hood and the Sorcerer, part 1 | 28.04.1984                     | 17.07.1985                   |
| Робин Гуд и колдун, часть 2                   | Robin Hood and the Sorcerer, part 2 | 28.04.1984                     | 18.07.1985                   |
| Ведьма из Элсдона                             | The Witch Of Elsdon                 | 05.05.1984                     | 19.07.1985                   |
| Семь бедных рыцарей из Акры                   | Seven Poor Knights From Acre        | 12.05.1984                     | 05.09.1998                   |
| Алан из Долины (Влюблённый менестрель — 1987) | Alan A Dale                         | 19.05.1984                     | 01.08.1987                   |
| Королевский шут                               | The King’s Fool                     | 26.05.1984                     | 01.08.1987                   |
| Второй сезон (съёмки — 1984)                  |                                     |                                |                              |
| Пророчество                                   | The Prophecy                        | 09.03.1985                     | 13.09.1998                   |
| Дети Израиля                                  | The Children Of Israel              | 16.03.1985                     | 19.09.1998                   |
| Повелитель деревьев                           | Lord Of The Trees                   | 23.03.1985                     | 02.08.1987                   |
| Колдовство                                    | The Enchantment                     | 30.03.1985                     | 20.09.1998                   |
| Мечи Вейланда, часть 1                        | The Swords Of Wayland, part 1       | 06.04.1985                     | 26.09.1998                   |
| Мечи Вейланда, часть 2                        | The Swords Of Wayland, part 2       | 06.04.1985                     | 27.09.1998                   |
| Злейший враг                                  | The Greatest Enemy                  | 13.04.1985                     | 02.08.1987                   |
| Третий сезон (съёмки — 1985)                  |                                     |                                |                              |
| Сын Херна, часть 1                            | Herne’s Son, part 1                 | 05.04.1986                     | 10.10.1998                   |
| Сын Херна, часть 2                            | Herne’s Son, part 2                 | 12.04.1986                     | 11.10.1998                   |
| Сила Альбиона                                 | The Power Of Albion                 | 19.04.1986                     | 17.10.1998                   |
| Наследство                                    | The Inheritance                     | 26.04.1986                     | 18.10.1998                   |
| Крест святого Кирика                          | The Cross Of St. Ciricus            | 03.05.1986                     | 24.10.1998                   |
| Шериф Ноттингемский                           | The Sheriff Of Nottingham           | 10.05.1986                     | 25.10.1998                   |
| Кромм Круак                                   | Cromm Cruac                         | 17.05.1986                     | 31.10.1998                   |
| Предательство                                 | The Betrayal                        | 24.05.1986                     | 01.11.1998                   |
| Адам Белл                                     | Adam Bell                           | 31.05.1986                     | 07.11.1998                   |
| Притворщик                                    | The Pretender                       | 07.06.1986                     | 08.11.1998                   |
| Руттеркин                                     | Rutterkin                           | 14.06.1986                     | 09.11.1998                   |
| Час волка, часть 1                            | The Time of The Wolf, part 1        | 21.06.1986                     | 14.11.1998                   |
| Час волка, часть 2                            | The Time of The Wolf, part 2        | 28.06.1986                     | 15.11.1998                   |